# Justin O. Schmidt
Justin Orvel Schmidt (ur. 1947, zm. 18 lutego 2023) – amerykański entomolog, specjalizujący się w żądłówkach (hymenopterolog), twórca skali bólu spowodowanego użądleniami.

## Życiorys
Urodził się w 1947 r., dorastał w rolniczej części Pensylwanii, gdzie jego ojciec był leśnikiem. Już w dzieciństwie interesował się owadami. W szkole skupiał się na nauce chemii i studiował tę naukę na Pennsylvania State University, po czym uzyskał tytuł magistra na University of British Colombia, jednak ostatecznie skupił się na biologii i na University of Georgia uzyskał doktorat w tej dziedzinie. Jako postdoc pracował na University of New Brunswick, po czym podjął pracę w ośrodku badawczym Departamentu Rolnictwa Stanów Zjednoczonych Carl Hayden Bee Research Center w Tucson, później był związany z Southwestern Biological Institute i University of Arizona.
Prowadził badania nad ewolucją i przeznaczeniem jadu i żądeł, jednak najbardziej znany jest jako twórca skali bólu spowodowanego użądleniami. W 1983 r. Schmidt wrócił z badań terenowych z mrówkami żniwiarkami z zamiarem badania toksyczności oraz bólu powodowanego ich jadem, temat z tej dziedziny zaproponował mu promotor Murray Blum. Schmidt jednak nie znalazł literatury odnoszącej się do skali bólu spowodowanej użądleniami. W celu jej opracowania przez kilkanaście lat dał się ukąsić ponad tysiąc razy 83 gatunkom owadów i opracował czteropunktową skalę (1–4), w której punktem odniesienia zostało użądlenie pszczoły miodnej ocenione przez niego na dwa punkty w skali (jedynie ukąszenie środkowoamerykańskiej mrówki Paraponera clavata otrzymało wynik 4+), zaś jako 0 były oceniane ukąszenia bezbolesne dla ludzi. Poszczególne punkty na skali zostały opisane w sposób słowny. Łącznie w swojej karierze Schmidt został ukąszony przez ok. 150 gatunków. Na podstawie jego badań Michael Smith z Uniwersytetu Cornella stworzył dziesięciopunktową skalę najboleśniejszych żądlonych miejsc na ciele.
Schmidt opublikował swoje wspomnienia w książce The Sting of the Wild. W 2015 r. za swoje badania otrzymał nagrodę Ig Nobla w dziedzinie fizjologii i entomologii.